# Anne Revere
Anne Revere (New York, 25 juni 1903 - Oyster Bay, 18 december 1990) was een Amerikaanse actrice.
Revere was een rechtstreekse afstammelinge van de 18e-eeuwse Amerikaanse held Paul Revere. Ze is een alumnus van het Wellesley College, een liberal arts college in Wellesley bij Boston waar ze in 1926 aan afstudeerde.
Ze debuteerde in 1931 op Broadway in The Great Barrington. Vanaf dan bouwde ze een carrière uit zowel in het theater als in Hollywood. Als theateractrice werd ze in 1960 gelauwerd met een Tony Award for Best Performance by a Featured Actress in a Play, na haar rol in Toys in the Attic.
Ze werd in 1946 op de 18de Oscaruitreiking de laureate van de Academy Award voor Beste Vrouwelijke Bijrol 1945 voor haar rol als mevrouw Brown in de film National Velvet van Clarence Brown. Ze had daarnaast twee andere nominaties voor deze Oscar, in 1944 voor haar rol in The Song of Bernadette van Henry King als Louise Soubirous en in 1948 voor haar rol in Gentleman's Agreement van Elia Kazan als Mrs. Green.
Haar filmcarrière stond een hele tijd op halt nadat ze in 1951 bij haar oproeping voor de House Committee on Un-American Activities geen antwoord wenste te geven en hierbij beroep deed op het Vijfde amendement van de Grondwet van de Verenigde Staten om niet te getuigen. Haar eerstvolgende filmrol volgde pas in 1970, een kleine rol in Tell Me That You Love Me, Junie Moon van Otto Preminger als miss Farber.
Intussen nam ze wel rollen op in meerdere televisiesoaps, waaronder The Edge of Night, Search for Tomorrow en Ryan's Hope.

## Filmrollen (selectie)
- 1934: Double Door van Charles Vidor als Caroline Van Brett
- 1940: The Howards of Virginia van Frank Lloyd als Mrs. Betsy Norton
- 1941: The Devil Commands van Edward Dmytryk als Mrs. Walters
- 1941: The Flame of New Orleans van René Clair als zus van Giraud
- 1943: Old Acquaintance van Vincent Sherman als Belle Carter
- 1943: The Song of Bernadette van Henry King als Louise Soubirous
- 1944: The Keys of the Kingdom van John M. Stahl als Agnes Fiske
- 1944: National Velvet van Clarence Brown als mevrouw Brown
- 1945: The Thin Man Goes Home van Richard Thorpe als Crazy Mary
- 1945: Fallen Angel van Otto Preminger als Clara Mills
- 1946: Dragonwyck van Joseph L. Mankiewicz als Abigail Wells
- 1947: Forever Amber van Otto Preminger als moeder Red Cap
- 1947: Gentleman's Agreement van Elia Kazan als Mrs. Green
- 1948: Secret Beyond the Door van Fritz Lang als Caroline Lamphere
- 1948: Scudda Hoo! Scudda Hay! van F. Hugh Herbert als Judith Dominy
- 1951: A Place in the Sun van George Stevens als Hannah Eastman
- 1970: Tell Me That You Love Me, Junie Moon van Otto Preminger als miss Farber

- Bibsys: 10013935
- Biblioteca Nacional de España: XX1172911
- Bibliothèque nationale de France: cb14042037c (data)
- Gemeinsame Normdatei: 140841679
- International Standard Name Identifier: 0000 0001 1573 2157
- Library of Congress Control Number: n85220635
- Nationale bibliotheek van Australië: 35231365
- Nationale Bibliotheek van Israël: 987007447219705171
- SNAC: w6wb83pk
- Système universitaire de documentation: 077428501
- Trove: 874584
- Virtual International Authority File: 66666763
- WorldCat: E39PBJbGYgGJQxCk74Y96mMByd